# ۷۷۸ (میلادی)
۷۷۸ (میلادی) هفتصد و هفتاد و هشتمین سال تقویم میلادی است.

## درگذشتگان
‎